# قسم دنا الريفي (مقاطعة دنا)
قسم دنا الريفي (بالفارسية: دهستان دنا) هي قسم تقع في إيران في قسم. يقدر عدد سكانها بـ 4,905 نسمة .